# 泥湖大道
泥湖大道是一个位于中国江西省都昌县周溪镇与和合乡之间的一个湖泊，面积约为124平方千米，平均水深约为0.7—3米。